# 大東市立南郷小学校
大東市立南郷小学校（だいとうしりつ なんごうしょうがっこう）は、大阪府大東市太子田1丁目にある公立小学校。

## 沿革
- 1890年（明治23年）6月5日 - 南郷尋常小学校として開校。
- 1904年（明治37年）6月 - 現在地に移転。
- 1906年（明治39年）4月 - 南郷尋常高等小学校と改称。
- 1908年（明治41年） - 尋常科6年、高等科2年になる。
- 1919年（大正8年）10月 - 校歌制定。
- 1935年（昭和10年）12月 - 新校舎落成式挙行。
- 1941年（昭和16年）4月 - 大阪府北河内郡南郷国民学校と改称。
- 1944年（昭和19年） - 学童疎開開始。
- 1947年（昭和22年） - 大阪府北河内郡南郷村立小学校と改称。
- 1954年（昭和29年） - 現在の校歌が制定される。
- 1956年（昭和31年）4月1日 - 大東市の発足に伴い、大東市立南郷小学校と改称。
- 1960年（昭和35年）7月 - プール完成。
- 1966年（昭和41年） - 鉄筋コンクリート造三階建校舎完成（第1期工事）。
- 1967年（昭和42年） - 鉄筋コンクリート造三階建校舎玄関付き完成（第2期工事）。
- 1969年（昭和44年）3月 - 鉄筋コンクリート造三階建校舎使用開始（第3期工事）。
- 1970年（昭和45年） - 鉄筋コンクリート造三階建校舎完成（第4期工事）。
- 1971年（昭和46年）
  - 時期不明 - 鉄筋コンクリート造三階建校舎完成（第5期工事）。
  - 4月 - 氷野小学校新設分離に伴い、校区変更。
  - 8月 - 現体育館完成。
  - 10月 - 創立80周年記念式典挙行。
- 1972年（昭和47年） - この年、児童数が最多の1600余名（プレハブ8教室）のマンモス校となり、運動会を南郷中学校にて実施。
- 1974年（昭和49年）4月1日 - 諸福小学校新設分離により、校区変更。
- 1975年（昭和50年）3月 - 北校舎新館4階建完成。
- 1981年（昭和56年）11月 - 創立90周年記念行事開催。
- 1991年（平成3年）11月 - 創立100周年記念行事開催。
- 2001年（平成13年）4月 - 給食調理民間委託がスタートする。
- 2005年（平成17年）
  - 5月 - 児童の安全管理に伴う学校管理員配置。
  - 12月 - 校舎耐震工事完了。
- 2011年（平成23年）3月 - 本館（北・南）トイレ改修工事完了

## 通学区域
- 太子田1～3丁目、赤井2・3丁目、南郷町、氷野4丁目[1]

※卒業後は基本的に大東市立南郷中学校に進学する。